# Barrage de Mauzac
Le barrage de Mauzac est situé en France sur la Dordogne, dans le département de la Dordogne, en région Nouvelle-Aquitaine.

## Géographie

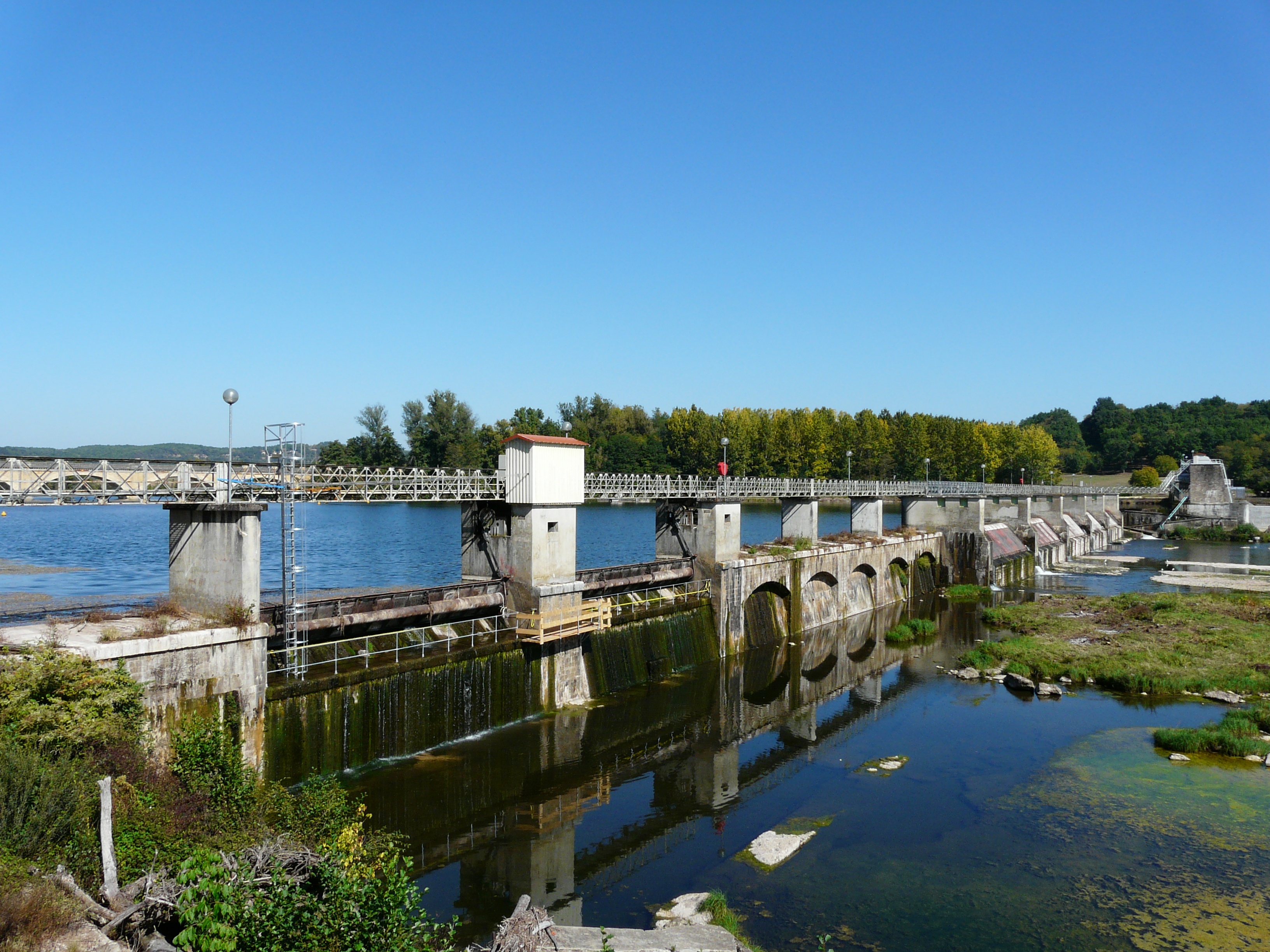
Le barrage de Mauzac, côté aval.

Le barrage de Mauzac retient les eaux de la Dordogne entre les communes de Calès (rive gauche) et de Mauzac-et-Grand-Castang (en rive opposée).
Il est exploité par EDF, qui a renouvelé en 1996 sa concession pour une durée de 30 ans.
L'usine hydroélectrique se situe en rive gauche, sur la commune de Badefols-sur-Dordogne, au bout d'un canal d'amenée d'eau long de près d'un kilomètre.

## Historique et technique

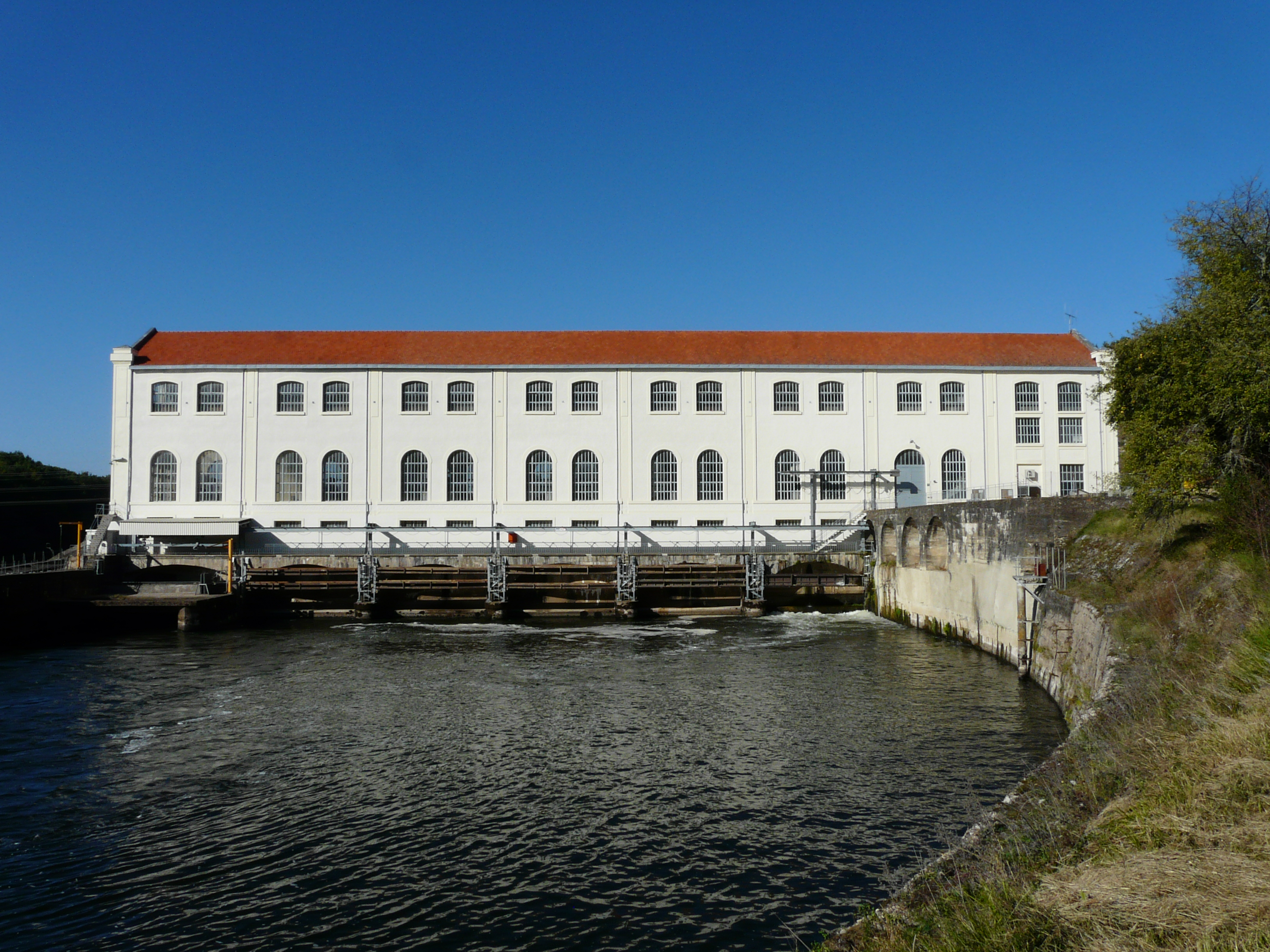
La centrale hydroélectrique.

Initialement, le barrage a été construit entre 1838 et 1843 pour alimenter en eau le canal de Lalinde afin de faciliter le trafic des gabares en leur permettant de contourner une zone de rapides de la Dordogne.
Son utilisation pour l'énergie hydroélectrique nécessite des travaux de surélévation au début du XXe siècle aboutissant à une mise en service de l'usine en 1924.
Après une nouvelle surélévation du barrage et l'implantation d'une sixième turbine, l'exploitation de la nouvelle usine débute en 1953.
Le barrage « au fil de l'eau » est équipé de 10 vannes : 3 vannes Stoney, 5 vannes toit et 2 clapets de surface.
La production d'électricité actuelle est assurée par cinq turbines Francis et une turbine Kaplan d'une puissance totale installée de 13,2 MW, produisant la consommation électrique d'environ 15 000 personnes
En 2024, à partir de la fin juin et jusqu'à début octobre, le niveau de la retenue est abaissé progressivement de 3,27 mètres pour permettre la rénovation des cinq vannes toit, entraînant l'interdiction de la navigation et la mise en place d'une pompe pour continuer d'assurer l'alimentation en eau du canal de Lalinde.

### Environnement

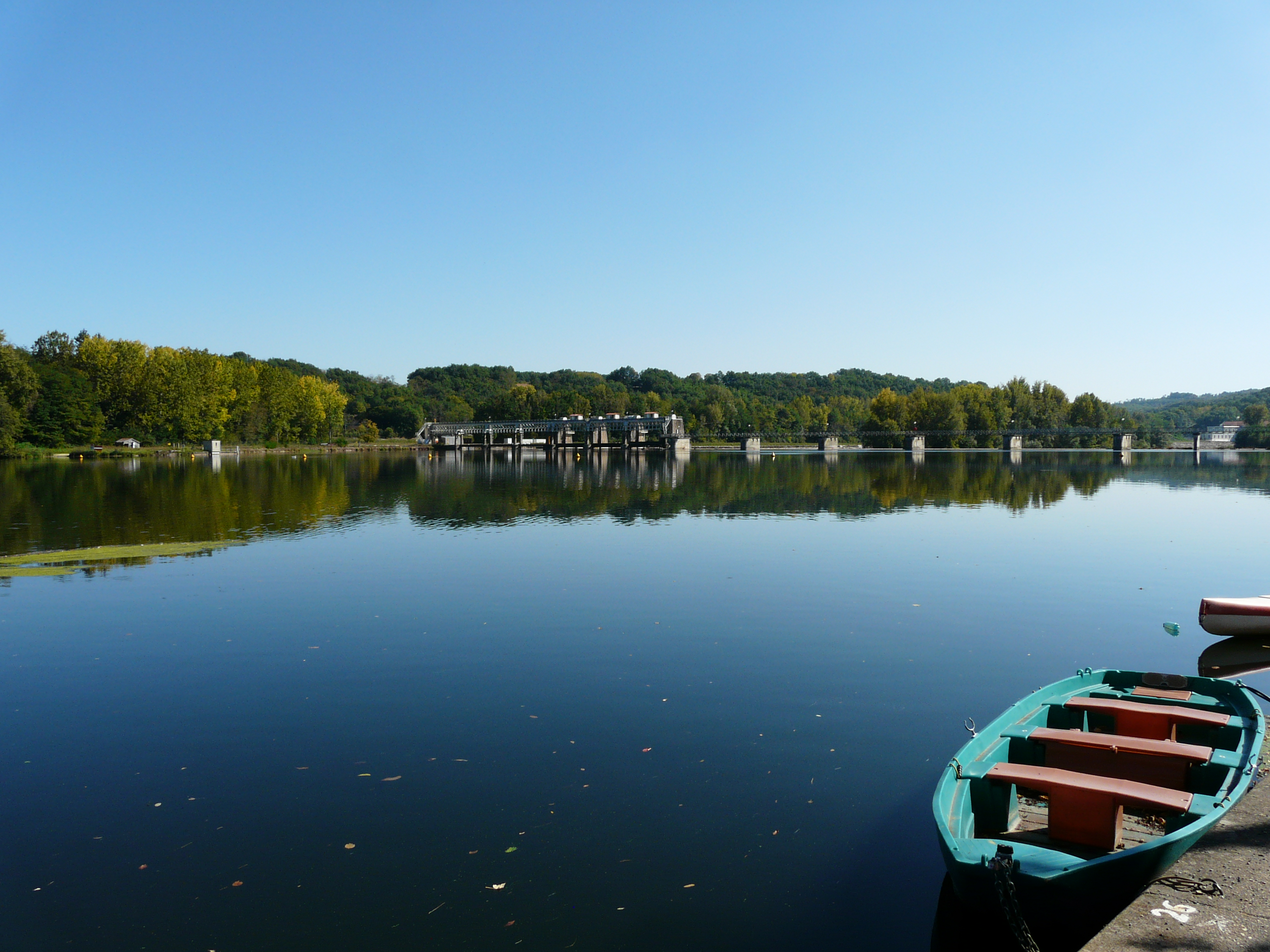
La retenue du barrage de Mauzac.

Le plan d'eau d'une capacité de 7,5 millions de m3 et d'une superficie de 250 hectares permet d'installer une base nautique à Mauzac où le seul club de voile de Dordogne permet à sa flotte de naviguer en sécurité et à Trémolat pour le ski nautique, quatre kilomètres en amont. Aussi bien au niveau de la retenue d'eau que de ses abords, le cingle (méandre) de Trémolat fait l'objet de protections comme site classé et inscrit.
Afin de faciliter la migration des poissons, une passe à bassins a été installée en 1986. Plus accessible aux poissons, une seconde a été mise en service en 2004. En 2019-2020, EDF Hydro réalise en rive droite une passe à poissons longue de 140 mètres pour un dénivelé de 6 mètres, composée de 22 bassins. Large de 13,50 mètres et adaptée aussi bien pour les petits poissons longs de 15 centimètres que pour les silures de deux mètres, elle est mise en service en juin 2020. Compte tenu de la pandémie de Covid-19, son inauguration ne s'effectue qu'en septembre 2022.

## Galerie

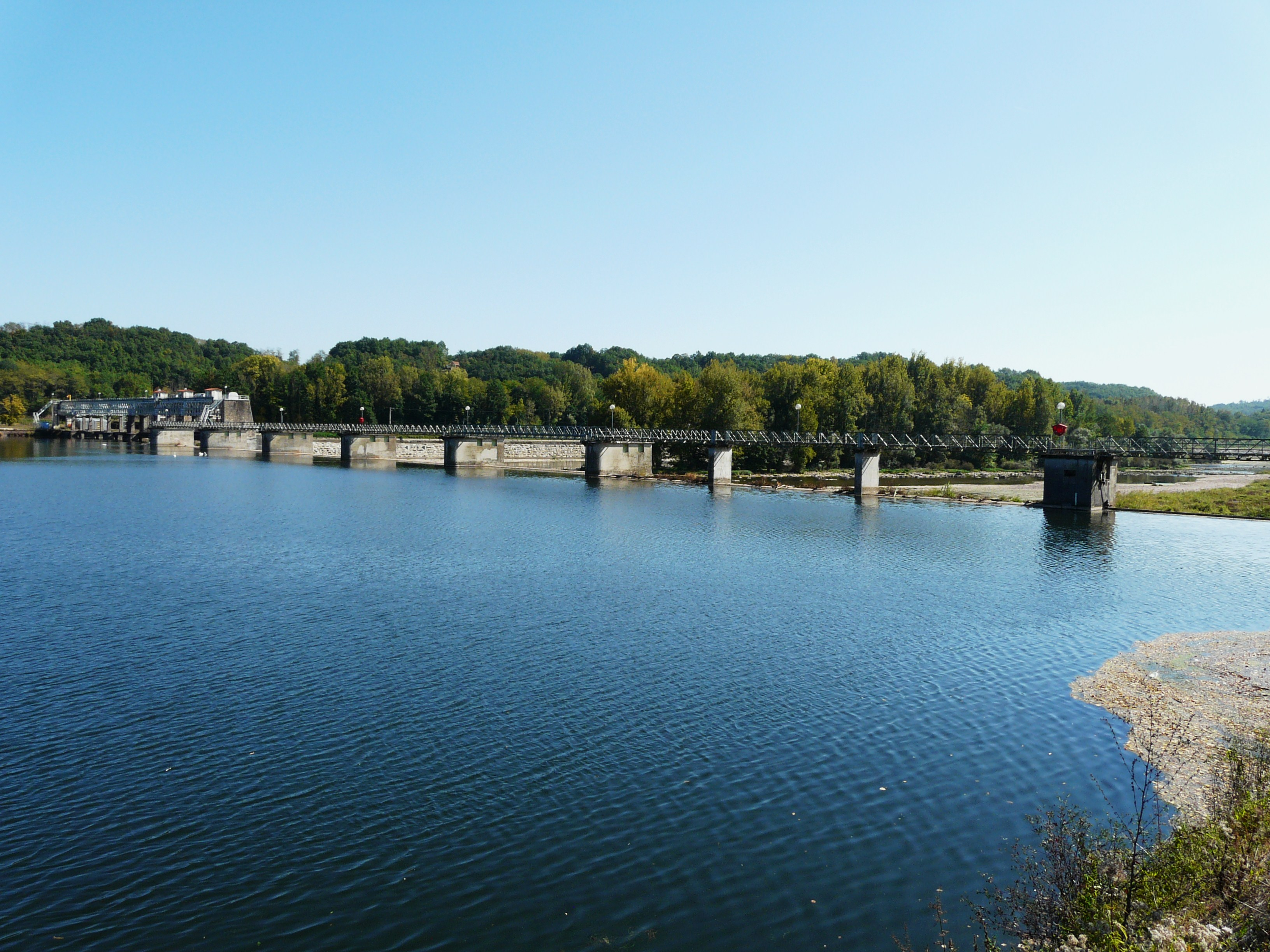
L'ensemble du barrage, côté amont.
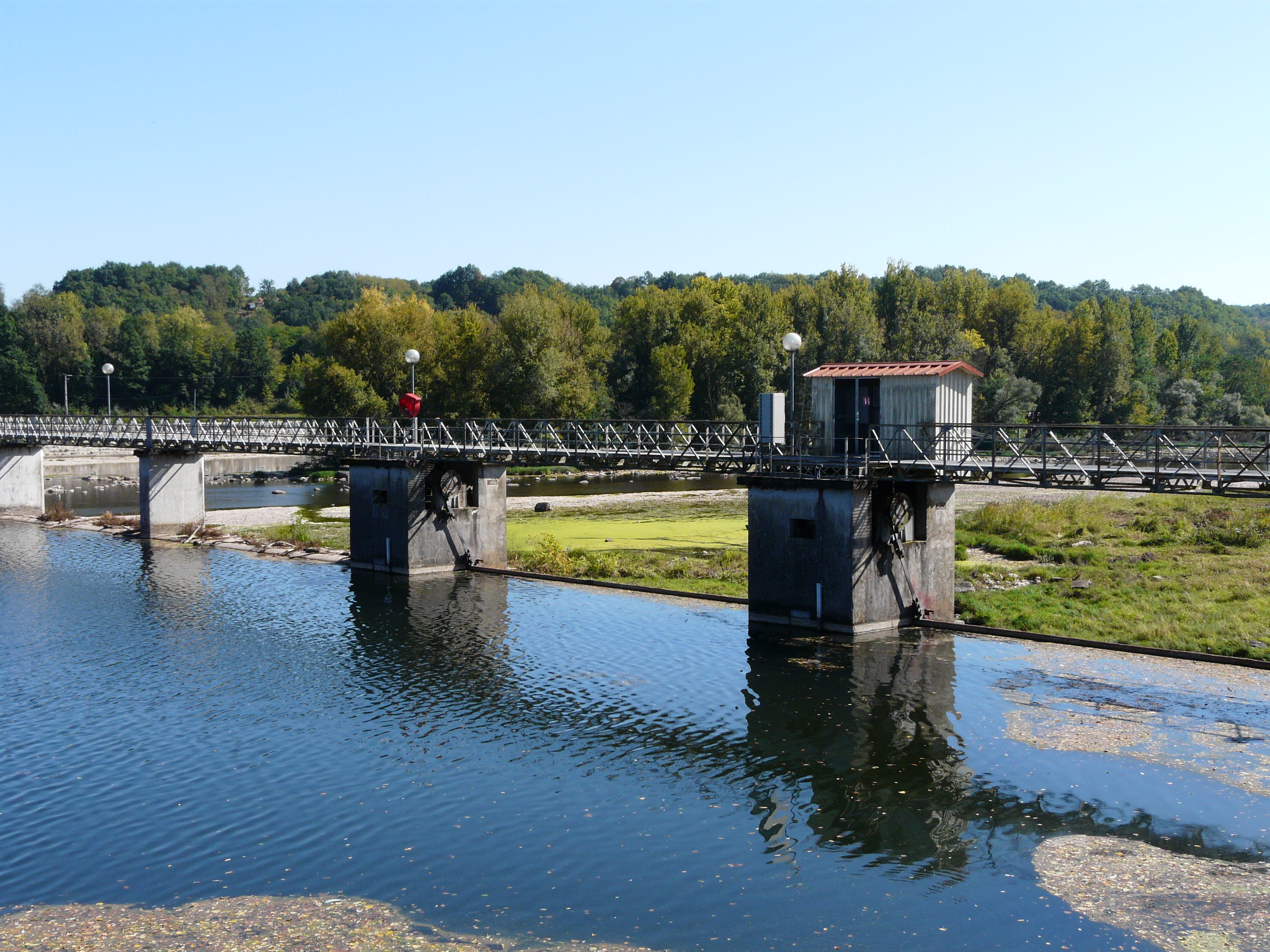
Détail du barrage.
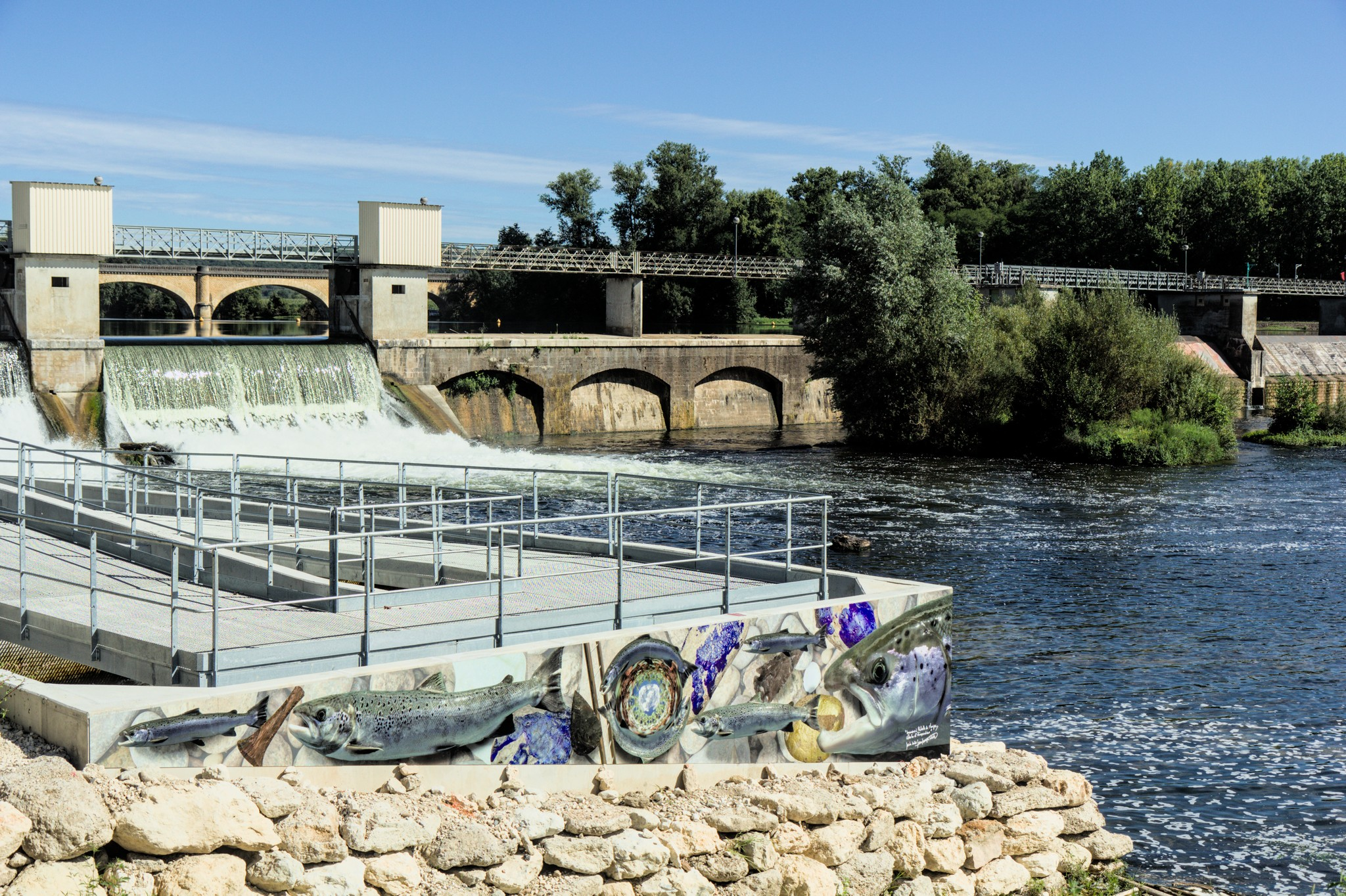
La passe à poissons.
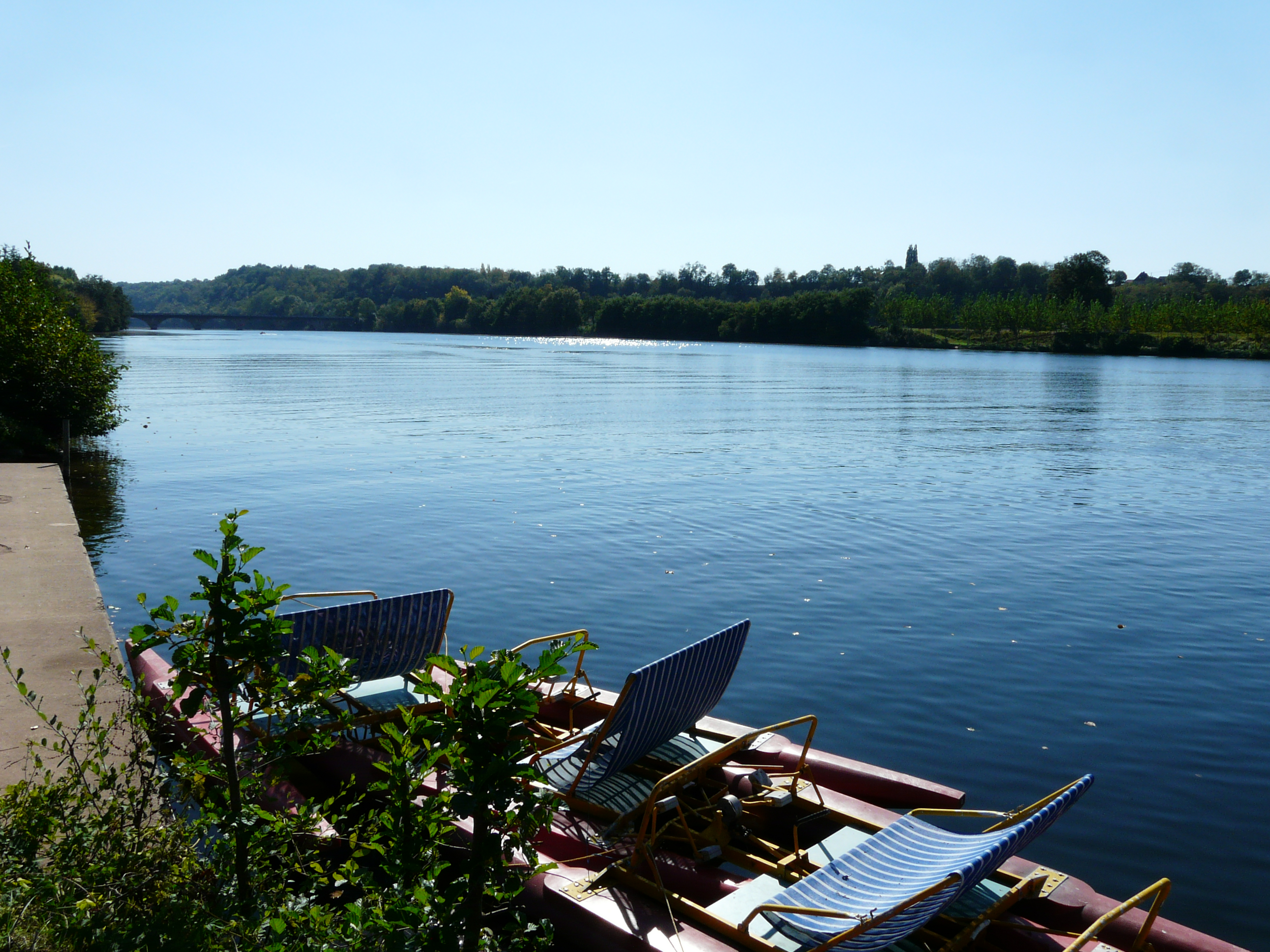
Le site de la base nautique de Trémolat.
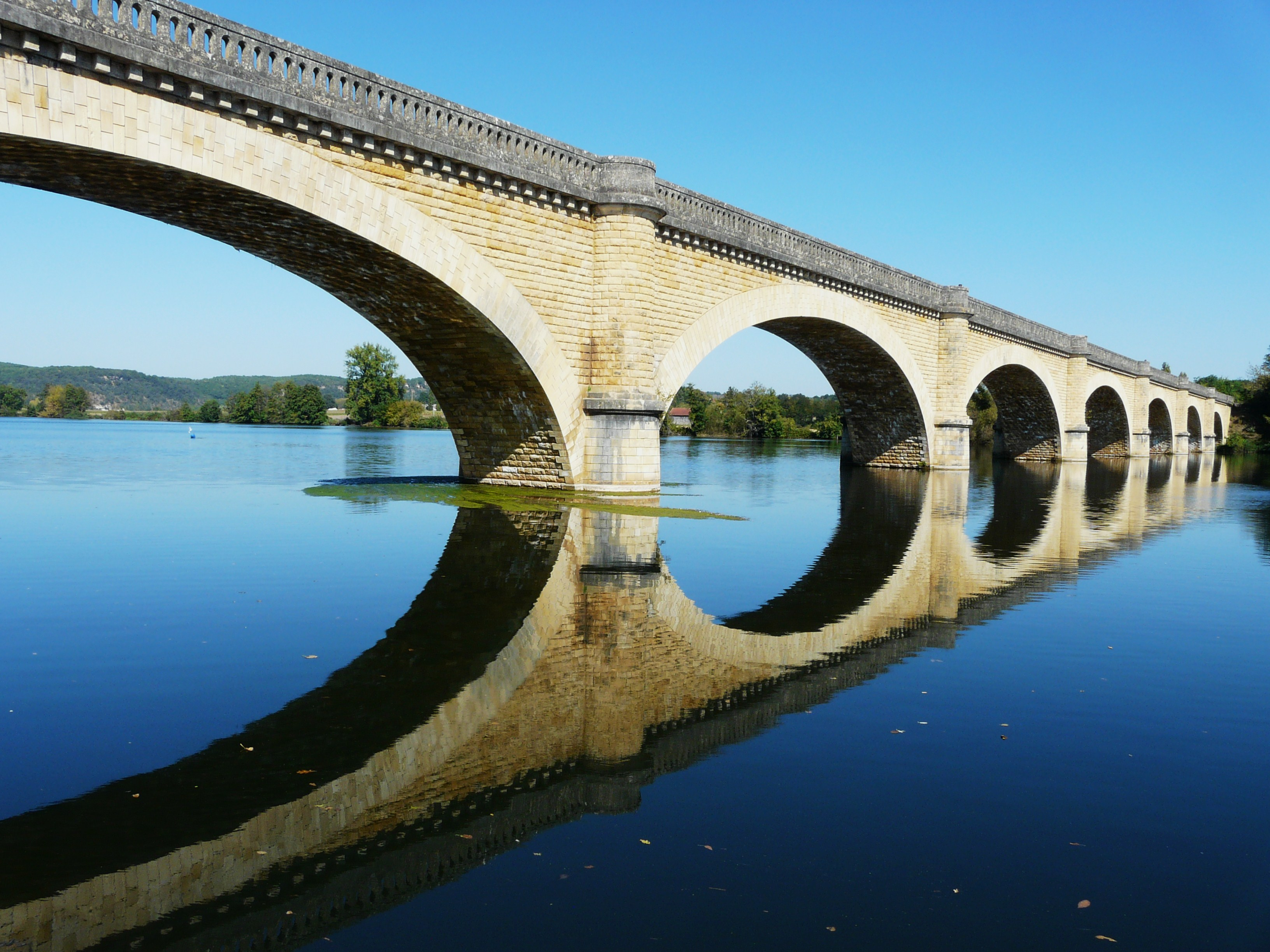
Le pont ferroviaire de Mauzac au-dessus de la retenue.